# Гринь Микола Васильович
Микола Васильович Гринь (8 грудня 1925, с. Королівщина, нині Роменський район, Сумська обл.  — 18 грудня 1996, Вінніпег, Канада) — журналіст, громадський діяч української діаспори Канади.

## Життєпис
Народився 8 грудня 1925 р. в селі Королівщина на Роменщині.
Переживши колективізацію і голодомор, 1934 родина переїхала до Дніпропетровська (нині м. Дніпро), де проживала до початку Другої світової війни. 1943 року разом з батьком Микола виїхав на Захід. У Німеччині вони вступили до лав Першої Української дивізії Української національної армії. 1945 року опинилися в англійській окупаційній зоні, були інтерновані до Італії та Великої Британії. У Ріміні Микола Гринь закінчив українську гімназію.
1951 року разом з батьком переїхав до Канади і поселився в Торонто, де одружився з Лесею Пелещук. Закінчив Політехнічний інститут Раєрсона (нині Метрополійний університет Торонто) та Торонтський університет. До 1985 року працював інженером телекомунікації у державній фірмі.
1988 року переїхав з дружиною до Вінніпега, обіймав посаду редактора газети «Вісник». Згодом призначений головним редактором канадського тижневика «Український голос».
Брав активну участь в громадському житті української діаспори Канади. Був головою молодіжної організації Об'єднання демократичної української молоді (ОДУМ), довголітнім головою церковної громади св. Андрія у Торонто, працював в організаціях Союзу українських самостійників.
Помер 18 грудня 1996 року у Вінніпезі (за іншою інформацією — у Торонто).